# People’s Action Party
People’s Action Party (förkortat PAP, kinesiska: 人民行动党, pinyin: Rénmín Xíngdòngdǎng) är ett politiskt parti i Singapore. Det har varit majoritetsparti i Singapore sedan 1959 och därmed haft en betydande roll i regeringsbildningen. Från valet 1963 har PAP dominerat Singapores parlamentariska demokrati och har varit nära kopplat till landets politiska, sociala och ekonomiska utveckling till ett i-land. Partiet har dock kritiserats av oppositionspartier för vissa lagar som det PAP-dominerade parlamentet har antagit eftersom oppositionen uppfattar att de har orättvist gynnat PAP:s dominerande ställning. 
I valet i Singapore 2015 vann PAP 83 av 89 valda mandat i Singapores parlament. 

## Politisk utveckling
Partiet bildades 1954 av engelskutbildade medelklassmän som hade återvänt från Storbritannien. PAP ställde första gången upp i val 1955, då 25 av 32 platser tilläts väljas. PAP tog tre platser, varav en tillföll Lee Kuan Yew. PAP har kontrollerat Singapores regering sedan partiet vann valet 1959, vilket var det första valet till ett helt direktvalt parlament med självstyre. Partiet har senare vunnit alla eller den övervägande majoriteten platser vid varje val. 
Mellan 1963 och 1965 var Singapore en del av Malaysia och PAP fungerade som ett malaysiskt parti. PAP:s medlemmar kommer främst från den kinesiska befolkningsgruppen, som är i majoritet i Singapore. Utsikten att PAP skulle kunna styra Malaysia oroade det dåvarande regeringspartiet United Malays National Organisation (UMNO) och den malajiska nationalistiska tron på Ketuanan Melayu (”malajisk överhöghet”). När båda partierna deltog i val i den andras intressesfär i Kuala Lumpur respektive Singapore ledde till större motsättningar mellan PAP och UMNO. Personkonflikten mellan PAP:s premiärminister Lee Kuan Yew och den dåvarande malaysiske premiärministern Tunku Abdul Rahman orsakade en påföljande kris och ledde till att Singapore lämnade Malaysia 1965. Efter att Singapore blivit självständigt slutade PAP att verka utanför landet. 
PAP har innehaft den överväldigande majoriteten av platserna i parlamentet sedan 1966, då oppositionspartiet Barisan Sosialis (Socialistisk front), en vänstergrupp som hade brutit sig ur PAP 1961, hoppade av parlamentet sedan de fått 13 mandat i delstatsvalet 1963. Detta skedde några månader efter att ett antal av partiets ledare hade blivit arresterade. Efter detta avhopp var PAP det enda större partiet i landet. I valen 1968, 1972, 1976 1980 tog PAP alla platserna i parlamentet. Sedan 1984 har inte fler än fyra platser innehafts av oppositionspartier.

## Organisation
I början antog PAP den kommunistiskt orienterade falangens traditionellt leninistiska partiorganisation. PAP:s ledning uteslöt senare vänsterfalangen och förde partiets ideologiska bas mot mitten och senare på 1960-talet längre åt höger. I början utsågs omkring 500 så kallade "temporära kadermedlemmar"  men det nuvarande antalet kadermedlemmar är okänt och registret över kadermedlemmar hålls hemligt. 1988 avslöjade Wong Kan Seng att det fanns mer än 1000 kadermedlemmar. Kadermedlemmar har rätt att delta i partikongresser och rösträtt och valbarhet i val till det centrala verkställande utskottet (Central Executive Committee - CEC), partiledningens topp. För att bli kadermedlem nomineras först PAP-medlemmen först av parlamentsledamot i hans eller hennes partiavdelning. Kandidaten genomgår sedan tre omgångar intervjuer, var och en med fyra eller fem ministrar eller parlamentsledamöter, och utnämningen görs sedan av CEC. Omkring 100 kandidater nomineras varje år.
Makten i partiet är koncentrerad i det centrala verkställande utskottet (CEC), som leds av generalsekreteraren. De flesta medlemmar i CEC är också regeringsmedlemmar. Från 1957 och framåt sade reglerna att det avgående utskottet skulle rekommendera en lista över kandidater som kadermedlemmar sedan kan rösta på. Detta har nyligen ändrats så att CEC nominerar åtta medlemmar och partimötet de återstående tio. Partiet ser etnisk mångfald och representation av kvinnor som mycket viktigt.

## Ideologi
Sedan de tidiga åren av PAP-styre har idén om överlevnad varit ett centralt tema i Singapores politik. Enligt Diane Mauzy och R.S. Milne har de flesta analytiker urskilt fyra viktigare "ideologier" i PAP: pragmatism, meritokrati, multikulturalism och asiatiska värden eller kommunitarism. I januari 1991 introducerade PAP en "vitbok om gemensamma värden", som försökte skapa en nationell ideologi och institutionalisera asiatiska värden. Partiet har också ”avvisat” vad de anser vara västerländsk liberal demokrati. Det är omtvistat hur omfattande detta avvisande är, eftersom många element i Singapores politik kommer från västerländsk liberal demokrati, särskilt välfärdsstaten och erkännandet av demokratiska institutioner. Professor Hussin Mutalib hävdar dock att Lee Kuan Yew anser att Singapore skulle klara sig bättre utan liberal demokrati.
Partiets ekonomiska ideologi har alltid accepterat behovet av vissa sociala utgifter, pragmatisk ekonomisk interventionism och allmän keynesiansk ekonomisk politik. Sedan 1980-talet har dock fri marknadspolitik varit populärt som en del av genomförandet av en meritokrati. Singapore brukar rankas mycket högt på index för "ekonomisk frihet" som publiceras av ekonomiskt liberala organisationer som Världsbanken och Internationella valutafonden.
Lee Kuan Yew sade 1992 att han genom att studera Hongkong kom fram till att statlig välfärdspolitik och bidrag trubbade av individens framgångsvilja. Han hävdade att han då bestämde sig för att byta kurs i fråga om den välfärdspolitik som hans parti hade övertagit från det brittiska Labourpartiet. 
Partiet är djupt misstänksamt mot kommunistiska politiska ideologier, trots att det kortvarigt ingick i en allians med kommunisterna mot kolonialismen i Singapore under partiets tidiga år. Det har senare uppfattat sig som anhängare av socialdemokratisk ideologi, fastän partiet har rört sig tydligt åt höger sedan 1970-talet.  
1976 lämnade PAP Socialistinternationalen, efter att det nederländska Partij van de Arbeid hade föreslagit att partiet skulle uteslutas.

## Kontroverser
PAP:s metoder för att behålla sitt grepp om makten och undertrycka vissa av sina politiska rivaler i Singapores politiska landskap ses ofta som auktoritära av västerländska liberaler. Användningen av rättssystemet till att stämma oppositionsmedlemmar för ärekränkning, internering av oppositionspolitiker utan rättegång enligt Internal Security Act, det som allmänt uppfattas som partiets kontroll över medierna och behovet av polistillstånd för varje sorts offentligt anförande, uppvisning eller demonstration är exempel som ofta citeras för att stödja denna åsikt. Den ledande tidningen i Singapore, Straits Times, uppfattas ofta som en propagandatidning eftersom den sällan kritiserar regeringens politik och skriver lite om oppositionen. Det företag som äger tidningen är dessutom kopplat till staten. 
Valprocessen i Singapore övervakas av valdepartementet, och gränser för valkretsar bestäms officiellt av presidenten, men vanligen på rekommendation av valdepartementet. Frånvaron av maktdelning har lett till anklagelser från oppositionspartier om att PAP använder sin roll som styrande parti till att utföra gerrymandering (manipulering av valkretsindelningen). Det hävdas att PAP avsiktligt ser till att valkretsindelningar ändras strax före valen, så att oppositionspolitikernas ansträngningar att bygga upp stöd i de tidigare politiska indelningarna ofta går i stöpet. Det officiella rättfärdigandet är att valkretsarna ofta måste justeras på grund av ombytlig befolkningssammansättning och ofta snabb rörlighet inom landet. 
Oppositionspartier anser det misstänkt att valkretsar i Singapore där PAP fick relativt dåliga resultat systematiskt försvann från kartan genom att delas eller slås ihop med andra vid tiden för nästa val. 
Partiets förmåga att leverera ekonomiskt har visats under de gångna årtiondena, och detta har även använts som politiska morötter för att ge röster. Nästan 80% av befolkningen bor i statligt uppförda lägenheter. När lägenheterna upprustas brukar bostadsområden i distrikt som styrs av PAP prioriteras.
En annan anklagelse mot PAP från oppositionen rör nepotism. Flera av Lee Kuan Yews familjemedlemmar innehar framträdande ekonomiska och politiska poster. Exempelvis är hans son, Lee Hsien Loong, den nuvarande premiärministern och vice ordförande för det statliga investeringsföretaget, där fadern är ordförande.

## Ledning
Under många år leddes partiet av Lee Kuan Yew, som var Singapores premiärminister från 1959 till 1990. Lee Kuan Yew överlämnade posten som generalsekreterare till Goh Chok Tong 1991. Den nuvarande generalsekreteraren och premiärministern Lee Hsien Loong, Lee Kuan Yews äldste son, efterträdde Goh Chok Tong 12 augusti 2004.

## PAP:s valresultat
- 1955: 3 av 25 valda platser. PAP var oppositionsparti med Lee Kuan Yew som oppositionsledare. Labour Front med 13 platser var regeringsparti.
- 1959: 43 av 51 platser, med 53% av rösterna.
- 1963: 37 av 51 platser, med 47% av rösterna (oppositionens röster splittrades mellan Barisan Sosialis Party och United People’s Party).
- 1968: alla platser, med 84% av rösterna.
- 1972: alla platser, med 69% av rösterna.
- 1976: alla platser, med 72% av rösterna.
- 1980: alla platser, med 77% av rösterna.
- 1984: alla utom 2 platser, med 65% av rösterna.
- 1988: 80 av 81 platser, med 63% av rösterna.
- 1991: 36 av 40 platser där omröstning hölls, med 61% av rösterna.
- 1997: 34 av 36 platser där omröstning hölls, med 65% av rösterna.
- 2001: 25 av 27 platser där omröstning hölls, med 75% av rösterna.
- 2006: 45 av 47 platser där omröstning hölls, med 66,6% av rösterna.